# Liriomyza marginalis
Liriomyza marginalis este o specie de muște din genul Liriomyza, familia Agromyzidae, descrisă de Malloch în anul 1913. Conform Catalogue of Life specia Liriomyza marginalis nu are subspecii cunoscute.